# Hurley (Dakota du Sud)
Pour les articles homonymes, voir Hurley.
Hurley est une municipalité américaine située dans le comté de Turner, dans l'État du Dakota du Sud. Selon le recensement de 2010, elle compte 415 habitants. La municipalité s'étend sur 0,62 milles carrés (1,61 km2).
Fondée en 1883, la ville doit son nom à R. E. Hurley, un ingénieur du North Western Railroad.

## Démographie
| 1890 | 1900 | 1910 | 1920 | 1930 | 1940 |
| ---- | ---- | ---- | ---- | ---- | ---- |
| 344  | 444  | 506  | 586  | 586  | 586  |

| 1950 | 1960 | 1970 | 1980 | 1990 | 2000 |
| ---- | ---- | ---- | ---- | ---- | ---- |
| 474  | 450  | 399  | 419  | 372  | 426  |

| 2010 | - | - | - | - | - |
| ---- | - | - | - | - | - |
| 415  | - | - | - | - | - |